# Sędzin-Kolonia
Sędzin-Kolonia – kolonia w Polsce, położona w województwie kujawsko-pomorskim, w powiecie aleksandrowskim, w gminie Zakrzewo.

## Podział administracyjny
W latach 1975–1998 miejscowość administracyjnie należała do województwa włocławskiego. Wieś sołecka – zobacz jednostki pomocnicze gminy Zakrzewo w BIP.

## Demografia
Według Narodowego Spisu Powszechnego (III 2011 r.) liczyła 225 mieszkańców. Jest ósmą co do wielkości miejscowością gminy Zakrzewo.